# True (álbum de Avicii)
True (também intitulado de TRUE) é o primeiro álbum de estúdio do DJ sueco Avicii. Foi lançado em 13 de setembro de 2013 pelas gravadoras PRMD Music e Universal Island, filiada da Universal Music. True conta com a colaboração do guitarrista e produtor estadunidense Nile Rodgers, o cantor de música country Mac Davis e Mike Einziger, guitarrista da banda Incubus. Também conta com a participação do músico de soul Aloe Blacc e o vocalista Dan Reynolds, da banda de rock americana Imagine Dragons (seus vocais foram apresentados em uma versão lançada no SoundCloud, embora não sendo feito no lançamento de "Heart Upon My Sleeve"), o cantor e compositor Dan Tyminski, da banda Alison Krauss e Union Station, o cantor e compositor Sterling Fox, e o cantor e compositor americano Adam Lambert. Avicii disse que sonoramente, o álbum iria se afastar de suas canções ao estilo electronic dance music e house music dos álbuns anteriores, incorporando elementos de outros gêneros, como música country. True é precedido pelo lançamento do single "Wake Me Up", que liderou várias paradas musicais mundialmente; e "You Make Me", que apresenta vocais do artista sueco Salem Al Fakir. Em 24 de março de 2014, Avicii lançou uma versão remixada do álbum intitulada True (Avicii by Avicii).
O álbum foi um sucesso comercial, atingindo o pico dentro no top 10 de pelo menos dez países, inclusive estreando no número 2 no Reino Unido.

## Antecedentes
O produtor sueco Avicii vinha fazendo canções desde que ele começou remixando e produzindo faixas em seu próprio quarto, quando tinha apenas 18 anos. Ele começou a vida como um músico profissional em 2007, e depois de inúmeras colaborações com outros produtores musicais e DJs, como John Dahlbäck e David Guetta, Avicii alcançou sucesso internacional, com single "Levels" (2011), que alcançou o top 10 em mais de quinze países e liderou as paradas na Noruega, Hungria, Escócia, África do Sul, Suécia e a Hot Dance Club Songs (Billboard) nos Estados Unidos. As versões subsequentes como "Silhouettes", que alcançou as paradas musicais de onze países, e "I Could Be the One", que alcançou em vinte e quatro países, alcançou popularidade e vendas semelhantes aos anteriores, Avicii entrou no estúdio de gravação no final de 2012 para a gravação de um álbum de estreia, visando acompanhar o seu sucesso principal.

## Composição
Desde que começou a trabalhar em um álbum de estúdio, Avicii afirmou em várias ocasiões que o material do álbum não seria uma réplica de seus hits anteriores, como "Levels" e " Silhouettes", e que seria um registro experimental e mais sintético. Em suas próprias palavras, ele queria trazer um "rompimento" com a cenário da música de dance eletrônico, no qual ele descreveu como "meio preso". Em entrevista à revista musical Billboard sobre o novo álbum, Avicii disse em resposta a um conflito anterior no Ultra Music Festival, que queria "levar 15 minutos de algo novo para passar [Ultra]". No contexto de reações do ouvinte ao forte bluegrass e influências da música country, ele adicionalmente afirmou: "Nós sabíamos que as pessoas iriam se irritar". Ele explicou ainda que True "é sobre ser fiel ao meu som, mas também para as minhas próprias influências e preferências musicais. Para mim, ela será bem-sucedida se ela ressoa com as pessoas – não importa quantas. É o que eu defendo, por isso quem o ama, ama o que eu amo. Assim que os fãs estão comigo".

## Faixas
| True - Versão Padrão |                        |                                                         |                      |         |  |
| N.º                  | Título                 | Compositor(es)                                          | Produtor(es)         | Duração |  |
| 1.                   | "Wake Me Up"           | Tim Bergling, Ash Pournouri, Aloe Blacc, Mike Einziger  | Avicii, Pournouri[a] | 4:09    |  |
| 2.                   | "You Make Me"          | Bergling, Pournouri, Salem Al Fakir, Vincent Pontare    |                      | 3:53    |  |
| 3.                   | "Hey Brother"          | Bergling, Pournouri, Pontare, Al Fakir                  |                      | 4:14    |  |
| 4.                   | "Addicted to You"      | Bergling, Pournouri, Mac Davis, Josh Kratchic           |                      | 3:59    |  |
| 5.                   | "Dear Boy"             | Bergling, Pournouri, Jonas Knutsson, MØ                 |                      | 7:59    |  |
| 6.                   | "Liar Liar"            | Bergling, Pournouri, Blacc, Einziger, Blondfire, Dreyer |                      | 3:58    |  |
| 7.                   | "Shame on Me"          | Bergling, Pournouri, Nile Rodgers                       |                      | 4:13    |  |
| 8.                   | "Lay Me Down"          | Bergling, Pournouri, Rodgers, Adam Lambert              |                      | 5:00    |  |
| 9.                   | "Hope There's Someone" | Bergling, Pournouri                                     |                      | 6:21    |  |
| 10.                  | "Heart Upon My Sleeve" | Bergling, Pournouri, Imagine Dragons                    |                      | 4:40    |  |
| 11.                  | "Long Road to Hell"    | Bergling, Pournouri, Audra Mae, Alex Seaver             |                      | 3:42    |  |
| 12.                  | "Edom"                 | Bergling, Pournouri                                     |                      | 8:15    |  |
| Duração total:       | Duração total:         | Duração total:                                          | Duração total:       | 62:23   |  |

| True - Bonus Edition |                        |                                                                               |              |         |  |
| N.º                  | Título                 | Compositor(es)                                                                | Produtor(es) | Duração |  |
| 13.                  | "Always On The Run"    | Jonnali Mikaela Parmenius, Linus Wiklund, Pournouri, Mans Vrendenberg, Avicii |              | 4:55    |  |
| 14.                  | "All You Need Is Love" | Ruth Anne, Ash Pournouri, Avicii                                              |              | 6:21    |  |
| 15.                  | "Canyons"              | Avicii, Pournouri                                                             |              | 7:29    |  |

## True (Avicii by Avicii)
True: Avicii By Avicii é a versão remixada do álbum True de Avicii, lançado em 2013. O álbum reúne a maioria das faixas de True, mas todas remixadas pelo próprio Avicii, daí o título "Avicii By Avicii". O lançamento aconteceu no dia 23 de março de 2014.

### Faixas
| True: Avicii By Avicii |                                           |         |  |
| N.º                    | Título                                    | Duração |  |
| 1.                     | "Wake Me Up (Avicii By Avicii)"           | 7:05    |  |
| 2.                     | "You Make Me (Avicii By Avicii)"          | 3:02    |  |
| 3.                     | "Hey Brother (Avicii By Avicii)"          | 6:09    |  |
| 4.                     | "Addicted to You (Avicii By Avicii)"      | 5:32    |  |
| 5.                     | "Dear Boy (Avicii By Avicii)"             | 5:30    |  |
| 6.                     | "Liar Liar (Avicii By Avicii)"            | 5:06    |  |
| 7.                     | "Shame on Me (Avicii By Avicii)"          | 3:56    |  |
| 8.                     | "Lay Me Down (Avicii By Avicii)"          | 6:02    |  |
| 9.                     | "Hope There's Someone (Avicii By Avicii)" | 8:08    |  |
| Duração total:         | Duração total:                            | 50:33   |  |

## Recepção da crítica
O álbum True recebeu críticas geralmente positivas. No Metacritic, que atribui uma nota de 0 a 100 com base em críticas de veículos de mídia tradicionais, o álbum alcançou uma média de 69, baseada em sete resenhas, o que indica "críticas geralmente favoráveis".
Philip Sherburne, da revista Spin, fez uma avaliação positiva do álbum. Em sua análise, Sherburne comentou: "Avicii adota esse novo estilo country-pop de forma tão natural que você pode se perguntar se ele de alguma forma internalizou a estética de Ralph Lauren, ou se 'ir para o country' sempre fez parte do plano de negócios... Pode até ser uma miscelânea abrangente, mas tudo isso funciona mais vezes do que você imagina." 

Na avaliação da Rolling Stone, Caryn Ganz também elogiou o álbum, destacando a diversidade dos músicos convidados. Em sua análise, Ganz afirmou: “Dan Tyminski, da Union Station, canta o grandioso ‘Hey Brother’, com influências dos Apalaches, enquanto o Imagine Dragons assina ‘Heart Upon My Sleeve’. O álbum ‘True’ reserva espaço para duas faixas disco bem animadas, com vocais poderosos de divas como Audra Mae e Adam Lambert. Tudo isso prova que o novo som de Avicii vai muito além de uma página do livro ‘Play’, de Moby.”
| Críticas profissionais | Críticas profissionais |
| Pontuações agregadas   | Pontuações agregadas   |
| Fonte                  | Avaliação              |
| ---------------------- | ---------------------- |
| Metacritic             | 69/100                 |
| Album of the Year      | 61/100                 |
| Avaliações da crítica  |                        |
| Fonte                  | Avaliação              |
| AllMusic               | 4 de 5 estrelas.       |
| PopMatters             | 7 de 10 estrelas.      |
| Rolling Stone          | 3.5 de 5 estrelas.     |
| Slant Magazine         | 0.5 de 5 estrelas      |
| Spin                   | 8 de 10 estrelas.      |
| Sputnikmusic           | 2 de 5 estrelas.       |

Francesca D'Arcy-Orga, da PopMatters, concordou, dizendo: "Avicii leva seus ouvintes em uma jornada com True... é um álbum que pega um tipo de música e a molda em algo completamente diferente, permitindo que Avicii se consolide como um dos melhores DJs do mundo."
No entanto, David Jeffries, do AllMusic, fez uma crítica mista, afirmando: "Música country e bluegrass continuam a aparecer ao longo do álbum, e embora raramente soe como um truque, esses números rústicos muitas vezes evoluem para EDM nos refrões introduzidos pela bateria eletrônica... No final, é um esforço admirável e interessante, onde os pontos altos compensam os baixos, mas aqueles que estão prontos para dançar podem querer acalmar um pouco as expectativas."
Já Blue Sullivan, da Slant Magazine, foi bem mais crítico, dando ao álbum apenas 0,5 de 5 estrelas. Ele comentou: "Os fãs provavelmente vão interpretar isso como um ódio mesquinho ao pop EDM, mas há outros artistas que são mais do que capazes de gerar uma verdadeira emoção na pista de dança... Além disso, o melhor material desses artistas transmite convincentemente algo que o trabalho de Avicii raramente faz: um amor profundo por essa música e um desejo palpável de criar arte da qual seus antecessores do EDM se orgulhariam."
True ficou em 7º lugar na lista dos "40 Maiores Álbuns de Dance da Década" da Billboard em 2019. O álbum também foi classificado como o 45º melhor álbum de 2013 na lista da Rolling Stone.

## Créditos
Vocais (música)
- Adam Lambert - (Lay me Down)
- Aloe Blacc - (Wake me Up e Liar Liar)
- Audra Mae - (Addicted to You, Shame on Me e Long Road to Hell)
- Blondfire - (Liar Liar)
- Dan Tyminski - (Hey Brother)
- Linnea Henriksson - (Hope There's Someone)
- Karen Marie Ørsted - (Dear Boy)
- Noonie Bao - (Always on the Run)
- Ruth-Anne - (All You Need Is Love)
- Salem Al Fakir - (Hey Brother e Addicted to You)
- Sterling Fox - (Shame on Me)

Instrumentais
- Mac Davis – Guitarra (Addicted to You)
- Peter Dyer – Teclado (Wake me Up, Liar Liar, Shame on Me), Talkbox (Shame on Me)
- Mike Einziger – Guitarra (Wake me Up, Liar Liar)
- Nile Rodgers – Guitarra (Lay Me Down)

Produção
- Tim Bergling – produtor, mixagem
- Stuart Hawkes – masterização
- Arash Pournouri – co-produtor

## Desempenho nas tabelas musicais
| Paradas (2013–14)                                  | Melhor Posição |
| -------------------------------------------------- | -------------- |
| Austrália (ARIA)                                   | 1              |
| Áustria (Ö3 Austria Top 40)                        | 3              |
| Bélgica (Ultratop Flandres)                        | 5              |
| Bélgica (Ultratop Valônia)                         | 9              |
| Canadá (Billboard)                                 | 2              |
| Chile (Sino Chart)                                 | 15             |
| Dinamarca (Hitlisten)                              | 1              |
| Países Baixos (Dutch Charts)                       | 4              |
| Finlândia (Suomen virallinen lista)                | 8              |
| França (SNEP)                                      | 8              |
| Alemanha (Offizielle Deutsche Charts)              | 5              |
| Hungria (MAHASZ)                                   | 14             |
| Irlanda (IRMA)                                     | 4              |
| Itália (FIMI)                                      | 4              |
| Nova Zelândia (RMNZ)                               | 5              |
| Noruega (VG-lista)                                 | 1              |
| Polónia (ZPAV)                                     | 46             |
| Portugal (AFP)                                     | 10             |
| Espanha (PROMUSICAE)                               | 12             |
| Suécia (Sverigetopplistan)                         | 1              |
| Suíça (Schweizer Hitparade)                        | 2              |
| Reino Unido (UK Albums Chart)                      | 2              |
| Estados Unidos (Billboard 200)                     | 5              |
| Estados Unidos (Billboard Dance/Electronic Albums) | 1              |

| País                                        | Posição |
| ------------------------------------------- | ------- |
| Suécia                                      | 7       |
| Estados Unidos (Billboard top dance albums) | 8       |
| Suíça                                       | 15      |
| Austrália                                   | 16      |
| Nova Zelândia                               | 23      |
| Noruega                                     | 26      |
| Bélgica                                     | 29      |
| Espanha                                     | 46      |
| Estados Unidos (Billboard 200)              | 139     |

## Certificações
| País                          | Certificado | Vendas    |
| ----------------------------- | ----------- | --------- |
| Suécia (GLF)                  | 3× Platina  | 120.000   |
| Áustria (IFPI Austria)        | 3× Platina  | 45.000    |
| Austrália (ARIA)              | 2× Platina  | 140.000   |
| México (AMPROFON)             | 2× Platina  | 120.000   |
| Noruega (IFPI Noruega)        | 2× Platina  | 60.000    |
| Dinamarca (IFPI Dinamarca)    | 2× Platina  | 40.000    |
| Polónia (ZPAV)                | 2× Platina  | 40.000    |
| Estados Unidos (RIAA)         | Platina     | 1.000.000 |
| Reino Unido (BPI)             | Platina     | 300.000   |
| Alemanha (BVMI)               | Platina     | 200.000   |
| França (SNEP)                 | Platina     | 100.000   |
| Canadá (Music Canada)         | Platina     | 80.000    |
| Itália (FIMI)                 | Platina     | 50.000    |
| Brasil (PMB)                  | Platina     | 40.000    |
| Portugal (AFP)                | Platina     | 15.000    |
| Singapura (RIAS)              | Platina     | 10.000    |
| Colômbia (ASINCOL)            | Ouro        | 30.000    |
| Finlândia (Musiikkituottajat) | Ouro        | 10.007    |
| Suíça (IFPI Suiça)            | Ouro        | 10.000    |
| Nova Zelândia (RMNZ)          | Ouro        | 7.500     |
| Hungria (MAHASZ)              | Ouro        | 1.000     |

## Histórico de lançamentos
| País           | Data                   | Gravadora                                |
| -------------- | ---------------------- | ---------------------------------------- |
| França         | 13 de setembro de 2013 | Columbia, RCA Records, Sony Music        |
| Alemanha       | 13 de setembro de 2013 | Columbia, Sony Music                     |
| Suécia         | 13 de setembro de 2013 | PRMD, Sony Music                         |
| Noruega        | 13 de setembro de 2013 | Sony Music                               |
| Espanha        | 13 de setembro de 2013 | Sony Music                               |
| Reino Unido    | 16 de setembro de 2013 | Epic Records                             |
| Estados Unidos | 17 de setembro de 2013 | PRMD, Sony Music, Lava Records, Columbia |